# Gyöngyi Lovász
Gyöngyi Lovász (* 24. Oktober 1959 in Dorog) ist eine ehemalige ungarische Fußballspielerin.

## Karriere

### Vereine
Lovász begann im Alter von 14 Jahren beim fünf Jahre zuvor gegründeten László Kórház SC, einem im IX. Budapester Bezirk beheimateten und bis 2006 bestehenden Verein, mit dem Fußballspielen. Während ihrer Vereinszugehörigkeit gewann sie dreimal in Folge die Ungarische Meisterschaft. 
1990 nach Deutschland gelangt, spielte sie für Grün-Weiß Brauweiler zunächst in der zweitklassigen Regionalliga West. Als Meister dieser Spielklasse qualifizierte sich ihr Verein für die Aufstiegsrunde zur Bundesliga 1991/92, die – erfolgreich abgeschlossen – den Aufstieg bedeutete. 
Von 1991 bis 1995 spielte sie dann in der seinerzeit noch zweigleisigen Bundesliga. Als Zweitplatzierter der Gruppe Nord qualifizierte sich ihr Verein für die Endrunde um die Deutsche Meisterschaft. Das Hin- und Rückspiel im Halbfinale gegen den FSV Frankfurt konnte ihre Mannschaft im Gesamtergebnis mit 3:2 für sich entscheiden. Das am 28. Juni 1992 im Siegener Leimbachstadion ausgetragene Finale um die Deutsche Meisterschaft – in dem sie nicht zum Einsatz kam – wurde jedoch mit 0:2 gegen den TSV Siegen verloren. In der Folgesaison – erneut Zweitplatzierter der Gruppe Nord – scheiterte ihre Mannschaft im Halbfinale der Endrunde um die Deutsche Meisterschaft nach Hin- und Rückspiel mit 4:5 am späteren Deutschen Meister TuS 1900 Niederkirchen. Am Saisonende 1993/94 – erneut Zweitplatzierter der Gruppe Nord – gelang zum zweiten Mal der Einzug ins Finale um die Deutsche Meisterschaft. Das am 19. Juni 1994 in Pulheim ausgetragene Finale, in dem sie zum Einsatz kam, wurde jedoch mit 0:1 gegen den TSV Siegen verloren, wie auch das am 14. Mai 1995 an selber Stätte mit 0:2 gegen den FSV Frankfurt.
Am 22. Juni 1991 gelang ihrem Verein – seinerzeit noch Zweitligist – die größte Sensation in der DFB-Pokal-Geschichte. Im Berliner Olympiastadion wurde der TSV Siegen – im Vorspiel zum Männerfinale – vor 5000 Zuschauern durch das Tor von Michaela Kubat in der 19. Minute mit 1:0 bezwungen. Scheiterte ihr Verein im Jahr darauf am 12. April 1992 am späteren Pokalsieger FSV Frankfurt mit 4:5 im Elfmeterschießen noch im Halbfinale, so erreichte er am 12. Juni 1993 erneut das Finale, das ebenfalls erst im Elfmeterschießen mit 5:6 gegen den TSV Siegen verloren wurde. Doch am 14. Mai 1994 konnte der Erfolg vom 22. Juni 1991 erneut im Berliner Olympiastadion wiederholt werden; mit 2:1 wurde der TSV Siegen bezwungen. Ferner gewann sie mit der Mannschaft den am 24. Juli 1994 in Simmertal mit 4:0 über den TSV Siegen errungenen Supercup.

### Nationalmannschaft
Lovász debütierte als A-Nationalspielerin am 9. April 1985 in Siófok beim 1:0-Sieg im Testspiel gegen die Nationalmannschaft Deutschlands. Ihr erstes von sechs Länderspieltoren erzielte sie am 14. April 1985 in Bratislava beim 2:2-Remis im Testspiel gegen die Nationalmannschaft der Tschechoslowakei mit dem Treffer zum 1:0 in der 28. Minute. Ihren letzten Einsatz für die Nationalmannschaft Ungarns bestritt sie am 30. Oktober 1988 in Passau bei der 0:4-Niederlage im Testspiel gegen die Nationalmannschaft Deutschlands.

## Erfolge
- Zweiter der Deutschen Meisterschaft 1992, 1994, 1995
- DFB-Pokal-Sieger 1991, 1994
- DFB-Supercup-Sieger 1994
- Ungarischer Meister 1985, 1986, 1987